# IPad
iPad je tablični računalnik podjetja Apple Inc., ki deluje na podlagi operacijskega sistema iOS.

## iPad
Prvo generacijo iPada je Apple izdal 3. aprila 2010. Na voljo so bili modeli wifi in wifi+3G.